# Kateřina Fügnerová
Kateřina Fügnerová (rozená Turecká, 15. července 1834 Smíchov – 29. srpna 1906 Velká Buková) byla česká spolková činovnice, členka Sokola a spoluzakladatelka Tělocvičného spolku paní a dívek pražských, sufražetka a feministka, manželka zakladatele Sokola Jindřicha Fügnera. Spolupracovala s předními osobnostmi českého ženského emancipačního hnutí, jako bylo například Karolína Světlá či Eliška Krásnohorská.

## Život

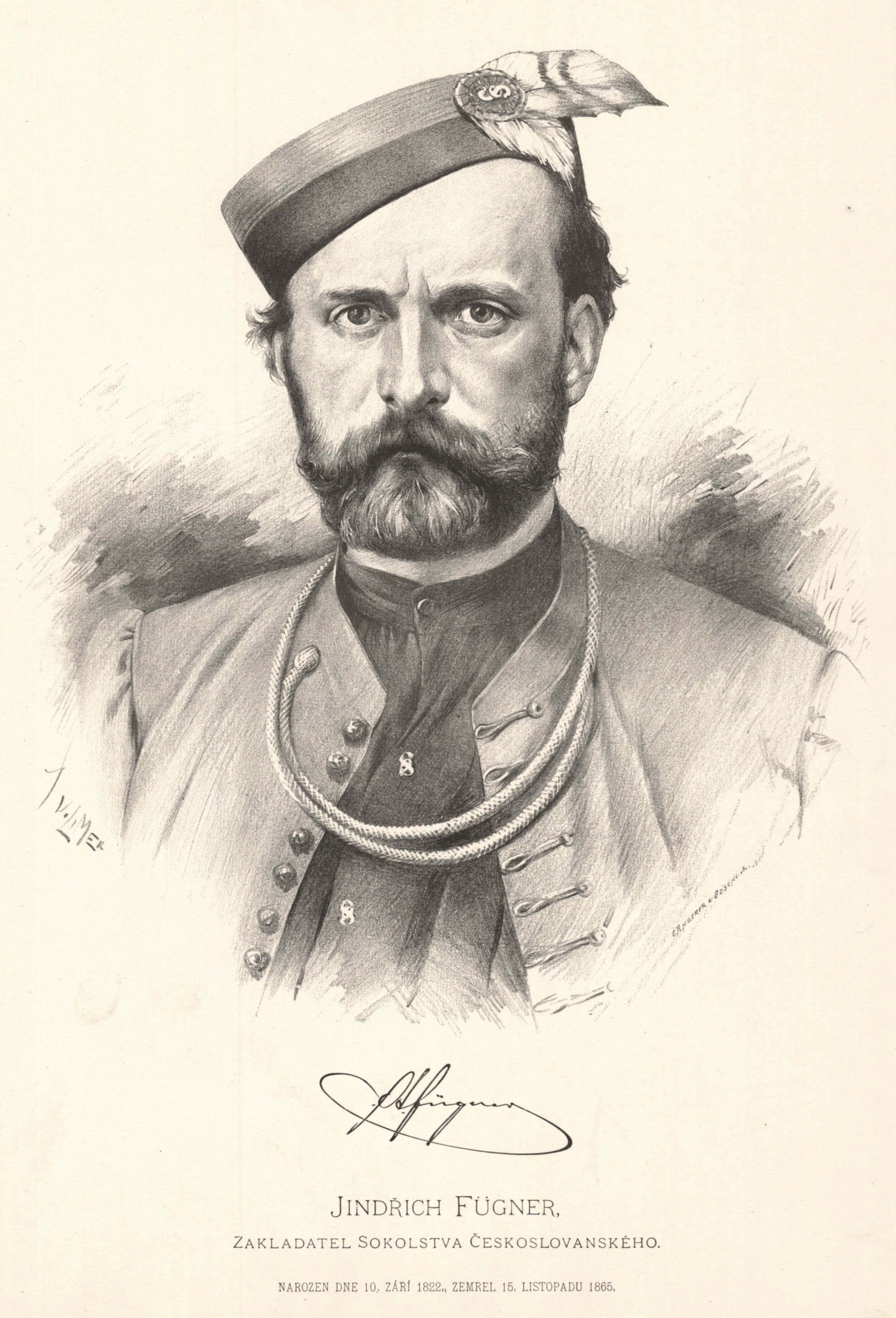
Jindřich Fügner, podnikatel a sokolský činovník

### Mládí
Narodila se na Smíchově do česky mluvící dobře společensky situované rodiny obchodníka Josefa Tureckého a jeho ženy Antonie. Měla sedm sourozenců. Ve svých 14 letech se poprvé setkala se svým budoucím manželem, o dvanáct let starším podnikatelem, za kterého se vdala 10. září 1853. Rok po svatbě se jim narodila dcera Renáta.
Fügner spolu s Miroslavem Tyršem usiloval o vznik české tělovýchovné jednoty nazvané Sokol, která vznikla v Praze 18. února 1862, a následně též o výstavbu Novoměstské sokolovny. Fügnerová již předtím docházela do tělovýchovného ústavu Jana Malýpetra. Roku 1869 se stala členkou přípravného výboru ke vzniku Tělocvičného spolku paní a dívek pražských, ženského oddílu Sokola. Původní Fügnerův záměr spočíval ve vedení jednoty přímo Kateřinou Fügnerovou, to ale sama odmítla a jeho první náčelnicí se nakonec stala Kleméňa Hanušová.
Fügnerová spolupracovala s předními osobnostmi českého ženského emancipačního hnutí, jako byli například Karolína Světlá či Sofie Podlipská. Ty spolu s mecenášem Vojtou Náprstkem založily roku 1865 ženský spolek Americký klub dam, jehož byla členkou. Roku 1871 se rovněž podílela spolu s Karolínou Světlou, Emílií Bártovou či Věnceslavou Lužickou na vzniku tzv. Ženského výrobního spolku českého. Z gesce spolku byla pro tyto ženy otevřena řemeslná a obchodní škola. Ten si dal za cíl zaopatřit zejména, také válečné, vdovy a matky samoživitelky, které po ztrátě manžela nebyly schopny zajistit sobě, případně rodině, obživu a často tak upadaly do chudoby.

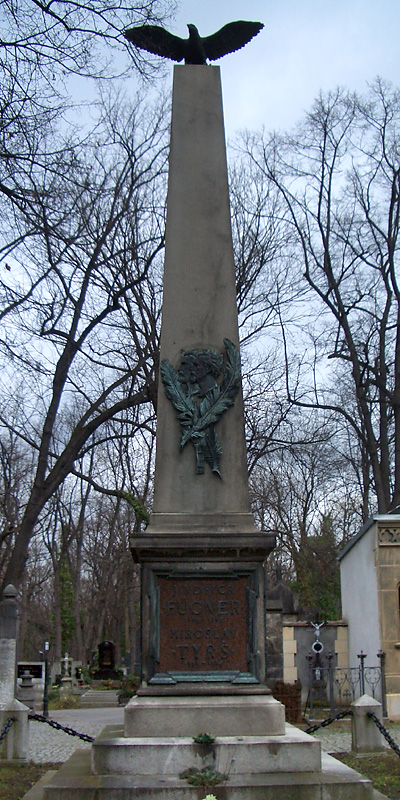
Společný hrob rodiny Fügnerovy a Tyršovy na pražských Olšanech

Dne 28. srpna 1872 zemřel Jindřich Fügner v pouhých 43 letech v domě čp. 1437 v dnešní Sokolské ulici 43 v Praze 2. Příčinou jeho úmrtí byla „talovitost krve“, tj. pyémie, nákaza rozšířená z původního ložiska krevním oběhem. Jeho pohřeb se stal národní manifestací. Krátce nato se rodinný přítel a spoluzakladatel Sokola Miroslav Tyrš oženil s jejich dcerou Renátou.
Po smrti manžela se Fügnerová stáhla do ústraní a nadále se do společenského života příliš nezapojovala. V letech 1893 až 1900 pobývala na letním bytě se svojí dcerou Renátou v tzv. Suchém mlýně u Unhoště nedaleko Prahy. 

### Úmrtí
Zemřela 29. srpna 1906 ve Velké Bukové u Křivoklátu. Byla pohřbena spolu se svým manželem, dcerou, zetěm a dalšími členy rodiny do majestátní hrobky vyzdobené obeliskem na Olšanských hřbitovech.

### Rodinný život
Kateřina Fügnerová, rozená Turecký, se provdala za Jindřicha Fügnera 10. září 1853. Měli spolu dceru Renátu Fügnerovou, provdanou Tyršovou.